# هيشة (الرقة)
هيشة قرية سورية تتبع ناحية عين عيسى في منطقة تل أبيض في محافظة الرقة. بلغ عدد سكانها 2162 نسمة في عام 2004 حسب إحصاء المكتب المركزي للإحصاء.